# Adroa
Adroa, Adro e gli Adroanzi sono delle divinità venerate della popolazione lugbara dello Zaire e dell'Uganda.

## Nel mito
Adroa, divinità originale, aveva due aspetti, uno buono e uno malvagio: dopo aver creato il cielo e la Terra, Adroa si divise letteralmente in due: la metà buona, alta e bianca, rimase in cielo col nome di Adroa.
La metà malvagia, tozza e color nero carbone, restò invece sulla terra e si trasformò nel malvagio Adro, dio della terra, che si dice appaia a chi sta per morire, restando invisibile per il resto del tempo, vivendo all'interno di un fiume. 
Adro generò da una fessura del suo corpo i malvagi Adroanzi, guardiani dei morti, che abitano nei fiumi e provocano la morte a chi li scorge.